# 小行星22865
小行星22865（22865 Amymoffett）是一颗绕太阳运转的小行星，为主小行星带小行星。该小行星于1999年9月9日发现。

## 轨道参数
小行星22865的轨道半长轴为2.9731111 UA，离心率为0.137。